# Karangkemiri (Maos)
Karangkemiri is een bestuurslaag in het regentschap Cilacap van de provincie Midden-Java, Indonesië. Karangkemiri telt 3748 inwoners (volkstelling 2010).